# Прокопий Козмин
Прокопий Тарасович Козмин (на руски: Прокопий Тарасович Козьмин) е руски морски щурман, арктически изследовател.

## Биография
Роден е през 1795 година в Санктпетербургска губерния в семейство на моряк. През 1816 г. завършва щурманското училище и през тази и следващата година плава на фрегатата „Меркурий“ до Франция, Холандия и Англия.
През 1817 – 1819 г., в качеството си на помощник-щурман, участва в околосветското плаване на Василий Головнин на кораба „Камчатка“, по време на което се отличава като спасява от гибел руски търговски кораб. На борда се намира и бъдещия изследовател на Арктика Фердинанд Врангел, с когото Козмин се сприятелява и дружбата му с него оказва по-нататъшно влияние на живота му.
През 1820 – 1824 г. участва в експедицията на приятеля си Врангел, която описва северните брегове на Сибир, като самостоятелно през лятото на 1821 г. картира брега между устията на реките Колима и Индигирка, а в началото на 1823 завършва описанието на Мечите о-ви.
През 1825 – 1827 г. вече с чин подпоручик плава отново под командването на Врангел в околосветската му експедиция на кораба „Кроткий“.
През 1829 г. постъпва на служба в Руско-американската компания и по нейно искане през периода 1829 – 1831 описва и картира югозападното крайбрежие на Охотско море, пътят Якутск – Уст Уда и извършва първото научно изследване на Шантарските о-ви (около 2500 км2), като в тях открива островите Прокофиев (55°04′ с. ш. 138°23′ и. д. / 55.066667° с. ш. 138.383333° и. д.) и Кусов (54°43′ с. ш. 138°13′ и. д. / 54.716667° с. ш. 138.216667° и. д.). Изследва и част от Удския залив и съставя първата карта на изследваните райони.
През 1832 – 1833 участва в хронометричната експедиция на генерал-лейтенант Фьодор Фьодорович Шуберт в Балтийско море и издава описание на експедицията. От 1837 г. до смъртта си завежда инструменталния кабинет на хидрографския департамент. През 1846 е произведен в чин полковник.
Умира на 20 януари 1851 година на 56-годишна възраст.

## Памет
Неговото име носят:
- залив Козмин на Японско море, част от залива Петър Велики, Приморски край;
- нос Козмин в Приморски край на брега на залива Петър Велики, Японско море;
- нос Козмин (70°01′ с. ш. 171°42′ и. д. / 70.016667° с. ш. 171.7° и. д.) на северния бряг на Чукотка, източно от Чаунския залив.